# ناحیه مهرپور
ناحیه مِهِرپور (به لاتین: Meherpur District) یک ناحیه در بنگلادش است که در استان کولنا واقع شده‌است.

## خصوصیات
ناحیه مهرپور ۷۱۶٫۰۸ کیلومترمربع مساحت و ۶۵۵٬۳۹۲ نفر جمعیت دارد.